# Andrea Lenzi
Andrea Lenzi (Bologna, 20 aprile 1953) è un medico italiano.
È professore emerito di Endocrinologia presso l'Università degli Studi di Roma "La Sapienza".

Andrea Lenzi

Il 26 luglio 2025, con decorrenza immediata, è stato nominato dalla Ministra del MUR Anna Maria Bernini Presidente del Consiglio Nazionale delle Ricerche - CNR. L' incarico avrà la durata di 2 anni ed è ricoperto a titolo gratuito dal Prof. Lenzi.
Dal 2007 al 2017 è stato Presidente del Consiglio universitario nazionale – CUN, organo elettivo di rappresentanza del sistema universitario nazionale, di cui era membro dal 1997.
Dal 2016 è Presidente del Comitato Nazionale per la Biosicurezza, le Biotecnologie e le Scienze della Vita della Presidenza del Consiglio dei Ministri.
È Membro del Comitato Nazionale per la Valutazione della Ricerca (CNVR) del MIUR.
È Presidente dell’Intercollegio di Area Medica.
È presidente della Scuola Superiore di Studi Avanzati dell’Università di Roma la Sapienza.
È Direttore della Cattedra UNESCO Chair on education and research for improved Urban Health and wellbeing in cities.

## Biografia
La famiglia si trasferisce a Roma nel 1957. Nel 1977 si laurea in Medicina e Chirurgia all'università di Roma la Sapienza.
Si specializza in Endocrinologia all'università di Roma la Sapienza nel 1980, in Andrologia all'Università degli Studi di Pisa nel 1983 e in Fisiopatologia della riproduzione umana ed educazione demografica all'università degli Studi di Napoli Federico II, nel 1986.
Nel 1983 e nel 1984 frequenta a Parigi l'Istituto Pasteur.
Dal 1988 al 1989 frequenta invece la Burn Hall Clinic di Cambridge, sotto la direzione di Robert Geoffrey Edwards, Premio Nobel per la Medicina nel 2010, per un perfezionamento in laboratorio in Gametologia e Fisiopatologia della Riproduzione.
È autore di oltre 950 pubblicazioni scientifiche. Ha pubblicato oltre 150 manuali, trattati, capitoli di libri e monografie. È Editor in Chief del Major Reference Work in Endocrinology – Springer.
Nell'Università di Roma Sapienza, il Prof. Lenzi è stato Presidente del Corso di Laurea Magistrale in medicina e Chirurgia, Direttore del Dipartimento di Medicina Sperimentale, della Scuola di Specializzazione in Endocrinologia e Malattie del Metabolismo e del Dottorato di Ricerca in Scienze Endocrinologiche. Dal 2021 è Presidente della Scuola Superiore di Studi Avanzati di Sapienza Università di Roma (Sapienza School for Advanced Studies, SSAS). Il Prof. Lenzi è stato anche Direttore del Centro Interuniversitario di Ricerca di Andrologia Sperimentale (CASPER) ed è attualmente Presidente della Fondazione Amico Andrologo.
È stato, inoltre, per quanto riguarda l’attività clinica, Direttore di UOC di Endocrinologia, Malattie del Metabolismo e Andrologia per l'Azienda Ospedaliera Universitaria Policlinico Umberto I, accreditata come Training Center in Andrology dalla European Academy of Andrology e Centro Riferimento Europeo per le Malattie Rare in Endocrinologia, e Responsabile dell’Area di Coordinamento diagnostico-terapeutico in Endocrinologia, Metabolismo, Obesità ed Andrologia dello stesso ospedale ed ha rivestito il ruolo di Direttore del Centro Interdipartimentale delle malattie rare, Policlinico Umberto I, Roma.
Nel Consiglio Universitario Nazionale (CUN), organo elettivo di rappresentanza del sistema universitario nazionale, dopo dieci anni di Consiliatura (1997-2007), nel 2007 è eletto Presidente, viene poi rieletto nella stessa carica nel 2011 e nuovamente nel 2013 fino a fine mandato nel 2017.
È stato presidente del Comitato Nazionale dei Garanti per la Ricerca fino al 2019, ed è attualmente Membro del Comitato Nazionale per la Valutazione della Ricerca (CNVR) del MIUR.
Dal 2013 al 2018 è stato Membro del Consiglio Superiore di Sanità di cui ha presieduto la V Sezione sui farmaci, presidi medico-chirurgici e prodotti chimici ad uso medico. È stato inoltre membro del Comitato Tecnico Sanitario del Ministero della salute e della Commissione ECM Agenas, fino al 2018.
Dal 2005 al 2018 ha coordinato la Conferenza Nazionale Permanente dei Presidenti dei Corsi di Laurea di Medicina e Chirurgia di cui ora presiede l'Associazione, presiede inoltre l’Intercollegio dei settori disciplinari di Area Medica.
Nel mese di giugno 2016 con decreto del Presidente del Consiglio dei Ministri è stato nominato Presidente del Comitato Nazionale per la Biosicurezza, le Biotecnologie e le Scienze della Vita della Presidenza del Consiglio dei Ministri (confermato nel 2020 e nel 2024). Il comitato è stato ricostituito con la sua presidenza con mandato 2024-2028.
Dal 2016 è Presidente del Think Tank multidisciplinare Health City Institute.
Ha ricoperto l'incarico di Presidente della Società Italiana di Endocrinologia (SIE) nel biennio 2015-2017, di Presidente della Fondazione per la Ricerca SIE (FoRiSIE), e di Presidente Collegio dei Professori Ordinari di Endocrinologia -Metabolismo-Andrologia (Collegium POEMA), fino al 2023.
Direttore della Cattedra UNESCO Chair on education and research for improved Urban Health and wellbeing in cities.
Il 26 luglio 2025, è stato ufficialmente firmato dal Ministro dell’Università e della Ricerca, Anna Maria Bernini, il decreto di nomina del professor Andrea Lenzi a presidente del Consiglio Nazionale delle Ricerche (CNR).